# Alicia Perrin
Alicia Perrin (Creston, 1º giugno 1992) è una pallavolista canadese.
Gioca nel ruolo di centrale nell'Haris.

## Biografia
È la sorella minore del pallavolista John Perrin.

## Carriera

### Club
La carriera di Alicia Perrin inizia nella squadra della Trinity Western, con la quale gioca a partire dal 2010 al 2015 il CIS, aggiudicandosi il titolo di campionessa universitaria canadese durante la sua quinta e ultima annata col programma.
Nella stagione 2015-16 firma il suo primo contratto all'estero, ingaggiata in Grecia dal Pannaxiakos, in A1 Ethnikī, mentre nella stagione seguente approda in Romania, difendendo i colori del Penicilina Iași, in Divizia A1. 
Si trasferisce in Perù per l'annata 2017-18, impegnata in massima divisione con il San Martín, con cui si aggiudica due titoli nazionali e il premio di miglior centrale nella stagione di esordio. Emigra quindi in Spagna per il campionato 2019-20, disputando la Superliga Femenina de Voleibol con l'Haris.

### Nazionale
Fa il suo debutto nella nazionale canadese in occasione della Coppa panamericana 2012. In seguito conquista la medaglia di bronzo alla Coppa panamericana 2018, quella d'oro alla Volleyball Challenger Cup 2019 e quella di bronzo alla NORCECA Champions Cup 2019 e al campionato nordamericano 2019.

## Palmarès

### Club
- U Sports: 1

2015
- Campionato peruviano: 2

2017-18, 2018-19

### Nazionale (competizioni minori)
- Coppa panamericana 2018
- Volleyball Challenger Cup 2019
- NORCECA Champions Cup 2019

### Premi individuali
- 2018 - Liga Nacional Superior de Voleibol: Miglior centrale